# De Tomaso
La De Tomaso era una casa automobilistica italiana fondata a Modena nel 1959 dal pilota italo-argentino Alejandro de Tomaso. Nel corso degli anni ha cambiato più volte la sua denominazione sociale, pur restando sempre sotto il pieno controllo del suo fondatore, deceduto nel 2003 all'età di 75 anni.

## Storia

### Le vetture sportive

Il logo originale della De Tomaso

Già nel 1959, ottenuto prontamente l'appoggio finanziario dell'americana Rowan Controller Industries per il tramite della sua seconda moglie, la piccola officina di Alejandro divenne la Automobili De Tomaso, assumendo nel proprio logo la medesima "T" utilizzata come marchio per il bestiame nella fattoria della ricchissima famiglia materna, posta in campo bianco e azzurro, i colori della bandiera del paese d'origine del pilota. In breve tempo De Tomaso iniziò la costruzione di vetture da competizione destinate ai piloti privati e, nel 1964, anche di automobili in piccola serie.
Tra le varie vetture da corsa realizzati dall'argentino nell'officina di Albareto (Modena), molti dei quali erano esemplari unici o prototipi come la Formula Junior, e una Formula 2 schierata dalla Scuderia Serenissima nel Campionato mondiale di Formula 1 1961, vi fu la vettura utilizzata dalla squadra di Frank Williams per il campionato di Formula 1 del 1970.

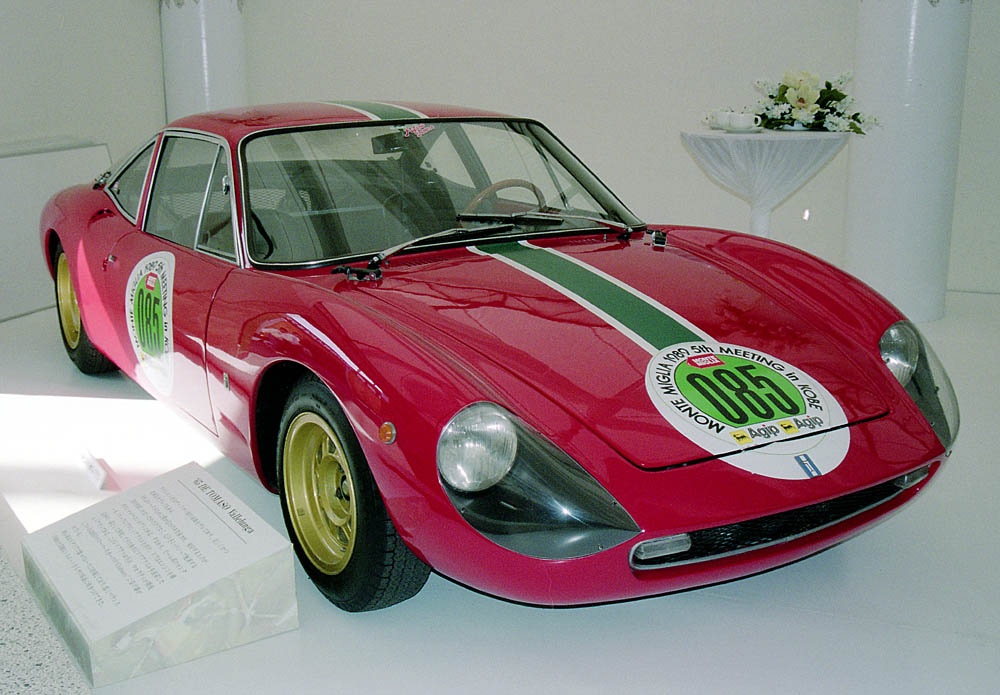
La De Tomaso Vallelunga

Il primo modello De Tomaso destinato alla circolazione su strada fu la Vallelunga, il cui prototipo con carrozzeria coupé venne studiato e realizzato dalla Carrozzeria Fissore di Savigliano, per essere presentato al Salone di Torino del 1964, dopo che un primo esemplare in versione spyder (rimasto unico) era stato realizzato nel 1962 e presentato nell'edizione del 1963. Questa innovativa macchina sportiva, la seconda vettura di serie al mondo a essere dotata di motore centrale, fu dotata di un motore Ford Cortina a 78 kW e aveva una velocità massima dichiarata di 215 km/h. Aveva un telaio monotrave in alluminio, divenuto poi il marchio tecnologico della De Tomaso, che collegava l'avantreno al motore posteriore portante e una carrozzeria in fibra di vetro. Costruita in meno di 60 esemplari tra il 1964 e il 1967, il suo progetto diede vita anche ad alcuni esemplari da competizione con carrozzeria barchetta come la Sport 2000 Fantuzzi Spyder, la Sport 5000 Prototipo, la Sport 5000 Fantuzzi Spyder (conosciuta anche come P70), la Competizione 2000 Ghia Spyder e la Sport 1000 Fantuzzi Spyder.

### Le vetture Gran Turismo

La De Tomaso Mangusta

Poi ci fu la Mangusta, presentata nel 1966, il primo modello a essere sviluppato in collaborazione con Ford, marchio che ebbe un'influenza decisiva sulla vita della De Tomaso. Con la Mangusta, De Tomaso passò dai motori Ford europei a quelli americani; spinta da un motore a V a 8 cilindri e con carrozzeria coupé in acciaio e alluminio, su disegno di Giorgetto Giugiaro, realizzata dalla Ghia - una carrozzeria italiana controllata anche da Alejandro De Tomaso - la Mangusta poteva competere con le contemporanee Ferrari e Lamborghini sull'aspetto esteriore e anche sul piano della potenza, seppure il motore non fosse dotato di eguali raffinatezze tecniche. La Mangusta fu una vera "supercar" italiana. Ne furono costruiti circa 400 esemplari finché la produzione terminò nel 1971.

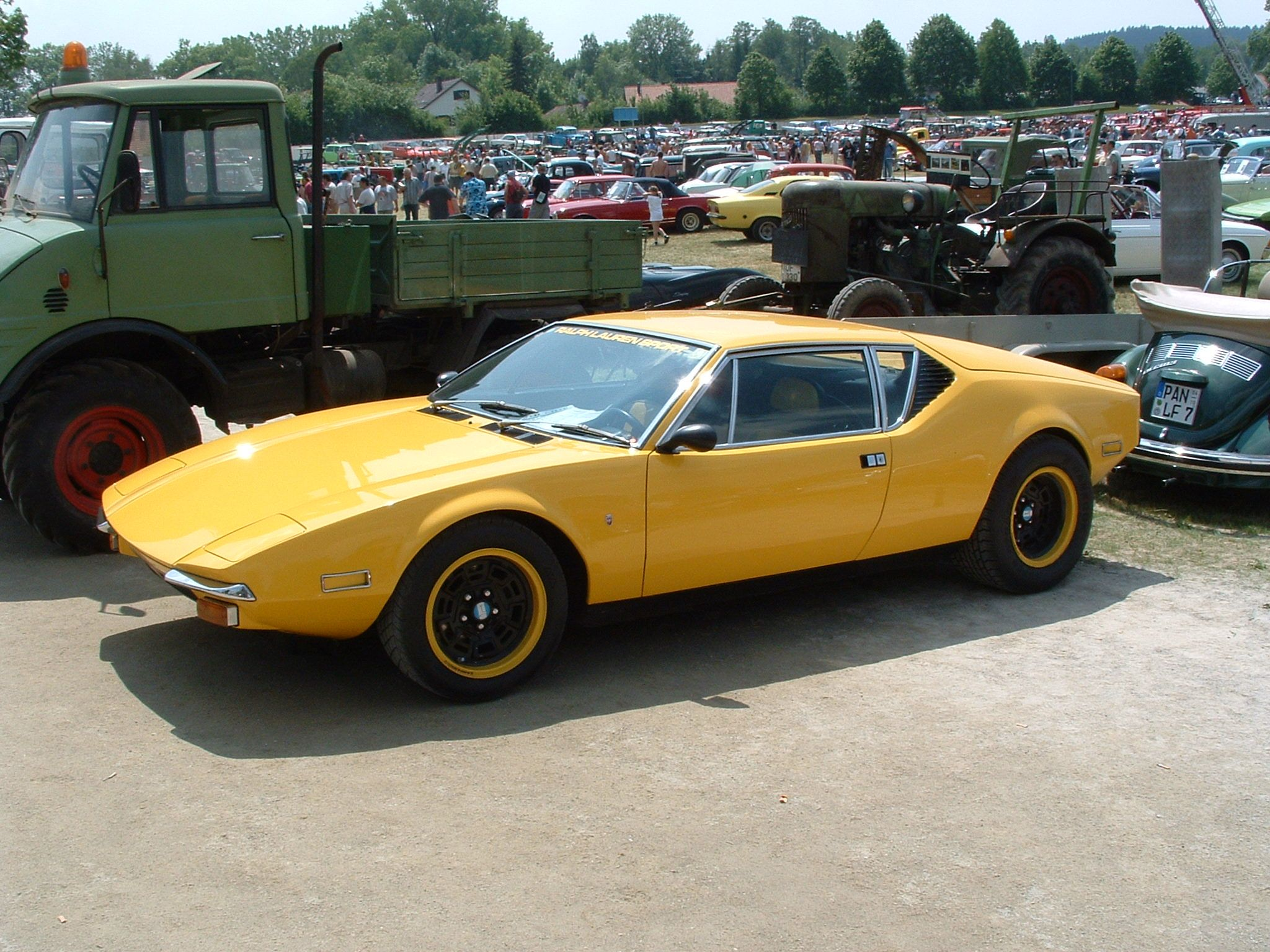
Una "Pantera"

Alla Mangusta successe la Pantera, la macchina che portò De Tomaso a essere ancora più conosciuto a livello internazionale. Apparve nel 1970 con un 5,8 litri Ford V8 e una carrozzeria fortemente cuneiforme, disegnata da Tom Tjaarda della Ghia. 
La vettura era figlia di un accordo con la Ford Motor Company negoziato direttamente con il suo presidente Lee Iacocca: il colosso statunitense rilevò le quote societarie detenute dalla Rowan e De Tomaso destinò le Pantera al mercato americano, attraverso Lincoln e Mercury, marchi di proprietà della Ford. Tra il 1970 ed il 1973, vennero prodotte negli stabilimenti controllati da De Tomaso - quelli piemontesi della Ghia e della Vignale (carrozzerie) e quello di Modena (meccanica e assemblaggio finale) - 6.128 Pantera. Contrasti interni alla Ford portarono gli americani a rilevare le quote societarie dell'argentino, estromettendolo dalla società alla fine del 1972 e assumendo il controllo della Ghia (che assorbì anche la Vignale) e concentrando tutta la produzione a Grugliasco, ma problemi organizzativi e la crisi del petrolio dei primi anni settanta costrinsero Ford a escludere la Pantera dalle sue produzioni nel 1975.
Seppur tagliato fuori dal mercato nordamericano, l'ideatore della Pantera aveva comunque ottenuto di poter produrre la vettura per i mercati europei e del resto del mondo e lo fece mediante una nuova società denominata De Tomaso Modena che continuava ad operare in un nuovo stabilimento alla periferia della città emiliana, dove la produzione continuò per altri due decenni in una scala fortemente ridotta (acquistando le carrozzerie dalla Ghia), incorporando poi le rivisitazioni tecniche ed estetiche del designer Marcello Gandini nel 1990, finché venne messa fuori produzione nel 1993 per lasciare spazio alla Guarà, l'ultima vettura prodotta da De Tomaso, visto che la collaborazione con la Qvale si interruppe quando il prodotto (la De Tomaso Biguà, poi ridenominata Qvale Mangusta) stava per essere immesso sul mercato e il successivo progetto De Tomaso Pantera Concept del 2000 non rimase che un prototipo statico.

### Le vetture di lusso
Anche se gli appassionati di vetture conoscono principalmente De Tomaso come un creatore di macchine sportive di alto profilo, l'azienda produsse anche coupé di lusso e berline - benché in piccole quantità - durante gli anni settanta e ottanta.

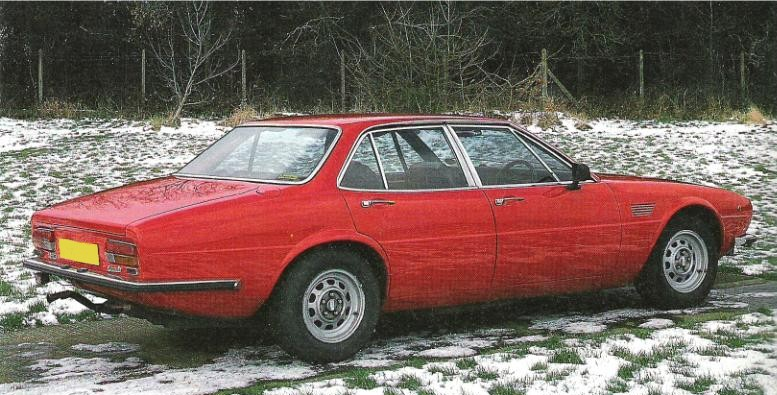
Una Deauville

La Deauville del 1971 fu un tentativo di competere con le contemporanee Jaguar e Mercedes-Benz. Con lo stesso motore della Pantera ma montato anteriormente, la Deauville fu sistemata in una carrozzeria a quattro porte di Tjaarda/Ghia, che aveva più di un particolare della Jaguar XJ6. La Deauville non aveva una speranza di competere con le sue concorrenti, specialmente con quelle tedesche, sulla qualità del suo assemblaggio, ma le sbaragliava sulla rarità del fascino. Nonostante ciò rimase nella produzione De Tomaso fino al 1988: ne furono prodotti solamente 244 esemplari, incluso un ultimo esemplare con carrozzeria familiare costruito per la moglie di Alejandro De Tomaso, che lo usava per trasportare i suoi cani.

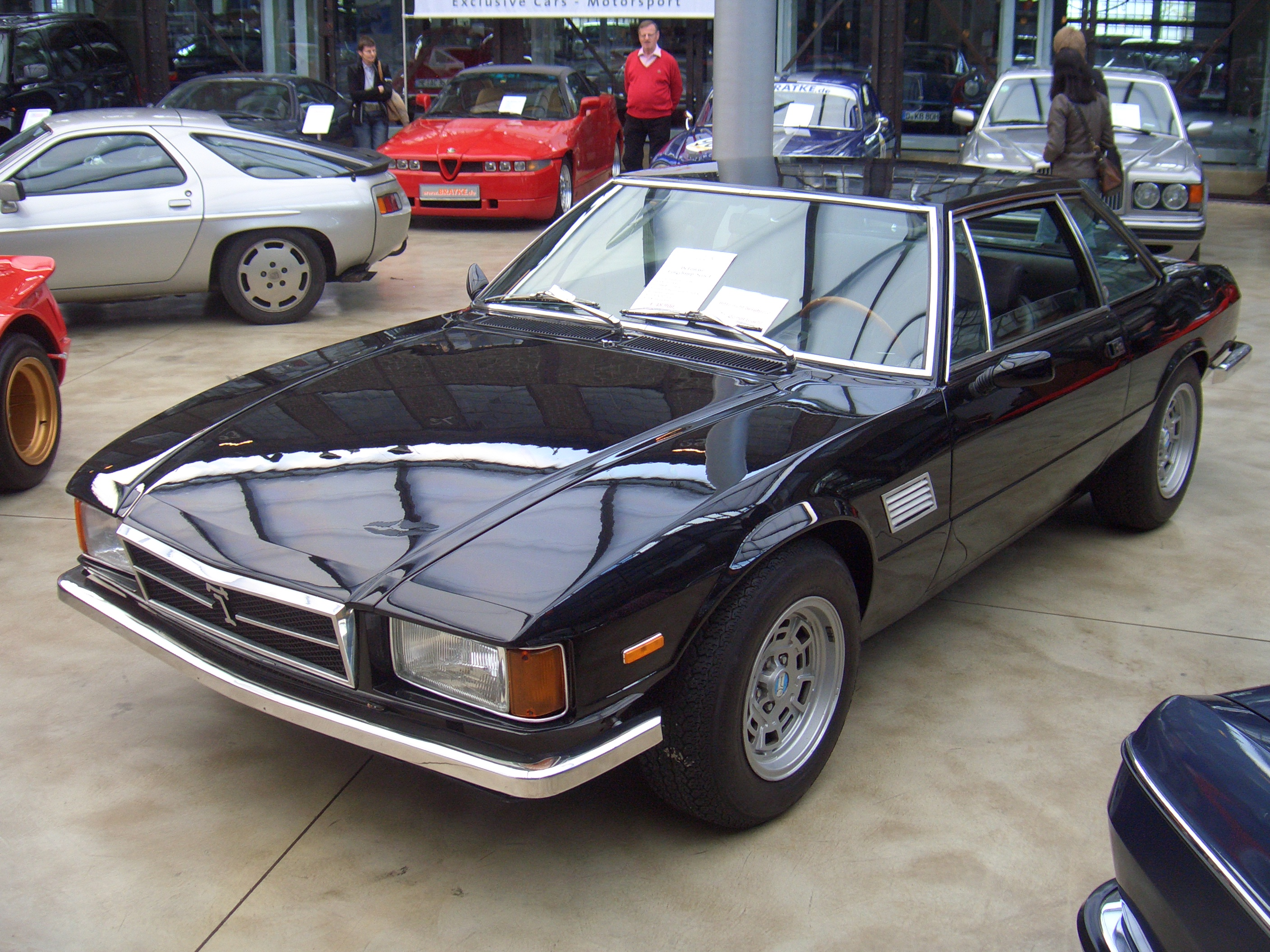
Una Longchamp

Il 1972 vide l'introduzione di un coupé basato sul modello Deauville, la Longchamp. Dal punto di vista meccanico, questa era essenzialmente la stessa auto: la Longchamp usava un telaio di Deauville leggermente accorciato e aveva lo stesso motore Ford V8.
Nel 1976, Alejandro De Tomaso, con l'assistenza del governo italiano, assorbì la Maserati quando il suo proprietario, Citroën, rifiutò di sostenere oltre il risanamento della compagnia. La prima Maserati introdotta dalla proprietà De Tomaso, il Kyalami, era infatti un modello lievemente ridisegnato della Longchamp col motore Ford sostituito dal Maserati V8. Le due auto, esteriormente identiche a parte i loro marchi, mascherine e fari, rimasero in produzione fino al 1983, quando il Kyalami fu sostituito dal Maserati Biturbo completamente nuovo, introdotto due anni prima.
Vennero prodotte solo 395 Longchamp coupé e 14 convertibili. La produzione totale del Kyalami fu ancora inferiore, ferma a 198.

### Altri modelli marchiati De Tomaso

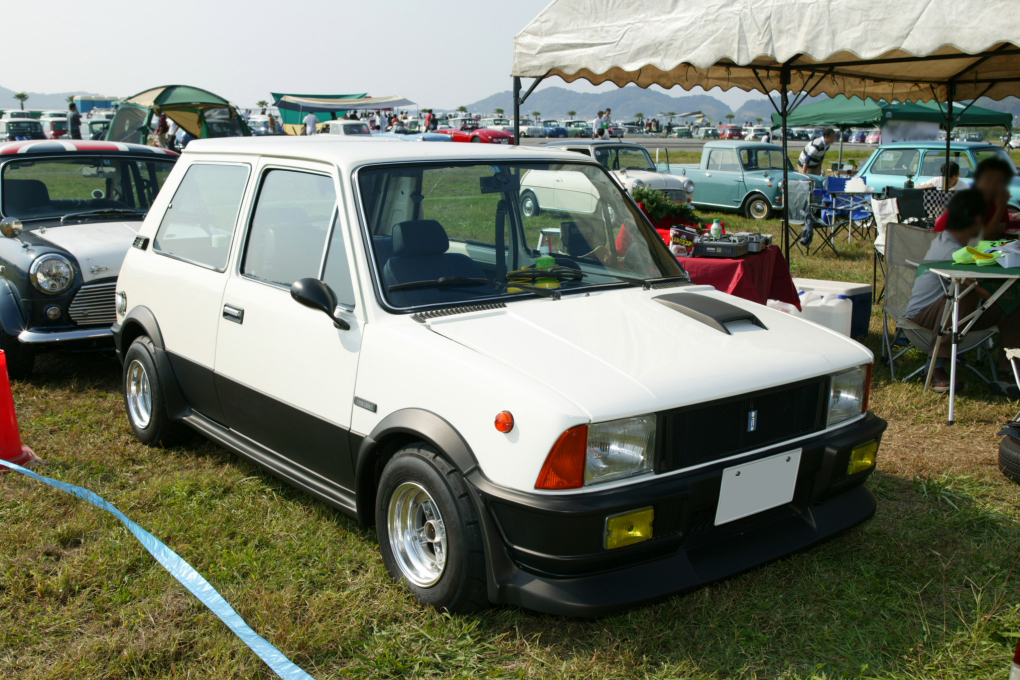
Una Innocenti Mini De Tomaso

Il 1976 è anche l'anno nel quale debutta la Innocenti Mini De Tomaso, versione "sportiva" della Innocenti Nuova Mini disegnata da Nuccio Bertone. Il marchio De Tomaso veniva utilizzato insieme a quello Innocenti quale caratterizzatore del temperamento sportivo della piccola utilitaria lambratese, che usciva dagli stabilimenti Innocenti, di cui la De Tomaso era divenuta proprietaria nello stesso anno per tramite della GEPI.
Questa vettura rimase in produzione, dapprima con motore aspirato e poi con motori turbo di origine Daihatsu, fino al 1990.
La produzione di Mini De Tomaso fu ampiamente maggiore rispetto alle altre vetture del marchio modenese, dato il diverso segmento di mercato, e la vettura riscosse un discreto successo di pubblico. I numeri di produzione riportati sugli esemplari arrivano infatti a circa 30.000 vetture aspirate prodotte dal 1976 al 1982 e 6.000 vetture turbo prodotte dal 1982 al 1990.

### La liquidazione
L'azienda nei primi anni del 2000 aveva avanzato un piano di ampliamento della sua produzione, puntando su un accordo di collaborazione con l'azienda russa UAZ (Ul'janovskij Avtomobil'nyj Zavod), del gruppo Severstal', colosso dell'acciaio. Il progetto era quello della produzione di un nuovo modello di fuoristrada con motore Iveco, il Simbir 4x4. L'accordo fu sottoscritto a Mosca il 3 aprile 2002 alla presenza dei capi di governo Berlusconi e Putin.
Luogo di produzione per questo investimento sarebbe stata la Calabria e più precisamente l'area industriale della Valle del Tacina di Cutro nel crotonese. Nel gennaio del 2005 il progetto ottenne il via libera definitivo da parte della Commissione Europea per l'aiuto di stato per un importo di oltre 80 milioni di euro (sui 136 necessari) alle aziende Uaz Europa e De Tomaso Consortile. Fu l'ultimo di questo tipo di aiuti da parte dell'Unione europea destinato al settore auto, in quanto fu notificato nel 2002. A partire dal gennaio 2003, infatti, i progetti nell'industria automobilistica sono ammissibili ad aiuto a concorrenza del 30% del massimale autorizzabile per ciascuna regione (anziché a concorrenza del 100% secondo le vecchie norme).
Successivamente, alla morte di Alejandro De Tomaso nel 2003, la De Tomaso Modena è passata nelle mani della vedova Isabelle Haskell e del figlio Santiago De Tomaso, che non vedevano di buon occhio il progetto portato avanti dall'ex amministratore delegato Marco Berti e che nell'estate del 2004 misero in liquidazione l'azienda.
Pochi mesi dopo la messa in liquidazione la produzione si fermò e il marchio, i terreni e i capannoni dell'azienda modenese vennero messi in vendita nel settembre 2007. In particolare la base d'asta per i marchi "De Tomaso", "Guarà" e "Pantera" era di 1.780.000 euro ma non arrivarono offerte, a fronte di una stima di valore di oltre 10 milioni di euro. Lo stabilimento fu definitivamente demolito nel 2020 per fare spazio a un centro commerciale.

### Tentativo di rilancio

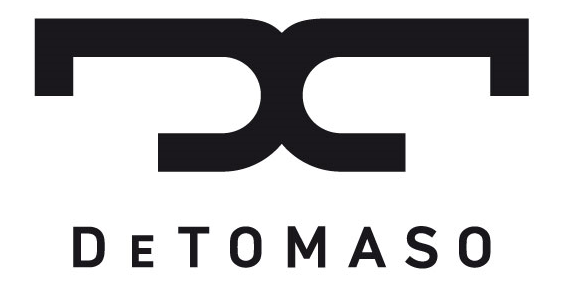
Il nuovo logotipo della De Tomaso Automobili S.p.A., registrato nel 2011

Nel 2009 il marchio De Tomaso, nuovamente messo in vendita nel mese di luglio a una quotazione più bassa della precedente, venne acquistato dalla Innovation in Auto Industry S.p.A. (IAI) dell'imprenditore monferrino Gian Mario Rossignolo, affittuaria dalla Regione Piemonte dello stabilimento ex Pininfarina di Grugliasco a Torino. In seguito alla firma dell'accordo preliminare, in data 12 novembre 2009, l'assemblea della società acquirente, nuova proprietaria del marchio, deliberò il cambio di denominazione in De Tomaso Automobili S.p.A., con la presidenza affidata a Rossignolo. La ripartenza della produzione venne prevista per il 2011: a regime, dalla fabbrica di Grugliasco, con le lavorazioni meccaniche e assemblaggio dei sottogruppi nella fabbrica di Guasticce in Provincia di Livorno (ove dovevano essere riassorbiti dipendenti del vicino stabilimento Delphi di Livorno) sarebbero dovute uscire ottomila vetture, di cui tremila SUV, tremila limousine e duemila coupé.

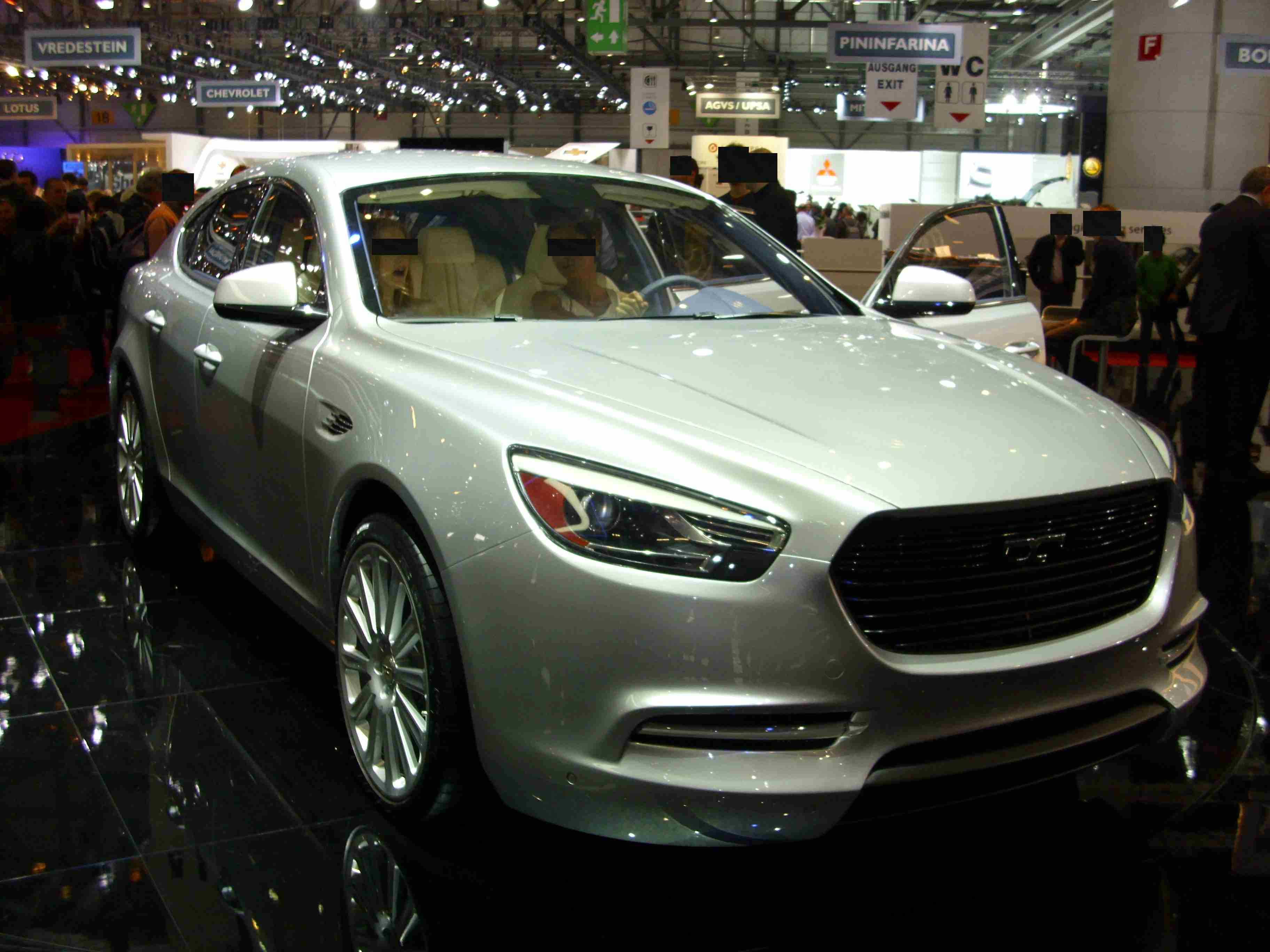
Il prototipo del 2011: la nuova De Tomaso Deauville

In occasione del Salone dell'automobile di Ginevra del 2011, la casa costruttrice lanciò un prototipo chiamato De Tomaso SLC (acronimo di Sport Luxury Crossover, successivamente denominato De Tomaso Deauville in omaggio al modello del 1971). Secondo i piani aziendali della nuova dirigenza, inoltre, entro la fine del 2011 sarebbe dovuta uscire una super sportiva da presentare al salone di Los Angeles, ma tale presentazione non avvenne.

### Fallimento definitivo
Il 9 febbraio 2012, a sorpresa, la famiglia Rossignolo dichiarò di aver ceduto il controllo del marchio a un gruppo di investitori esperti del settore automobilistico. L'identità degli investitori venne svelata il successivo 14 febbraio 2012: ad acquisire l'azienda era stata la Car Luxury Investment, società italiana del gruppo cinese Hotyork Investment Group.  Ma i problemi economici restavano gravi: prima la cassa integrazione dei lavoratori, poi il dichiarato fallimento dell'azienda (nel luglio 2012) senza che gli amministratori facessero il minimo sforzo per salvarla, hanno posto fine al tentativo di rilancio del marchio. In seguito a questi eventi, i dirigenti della società furono successivamente sottoposti a giudizio e quindi incarcerati per truffa ai danni dello Stato, relativamente a fondi pubblici ottenuti per pagare corsi di formazione in favore del personale, in realtà mai svolti.
Nel febbraio del 2019 Gian Mario Rossignolo e il figlio Gianluca sono stati poi condannati dal tribunale di Torino per la bancarotta della De Tomaso.

#### Successive aste fallimentari
Nell'autunno del 2013, a oltre un anno di distanza dal fallimento e in assenza di nuovi acquirenti, i dipendenti dell'azienda (900 persone suddivise tra Livorno e Grugliasco, tutte in cassa integrazione) hanno ricevuto dal curatore fallimentare della De Tomaso una lettera di licenziamento con decorrenza dal 4 gennaio 2014.  Una proroga della cassa integrazione ha poi spostato tale termine di pochi mesi, ovvero al 4 maggio 2014.
Il 19 marzo 2015, un raggruppamento formato da L3 Holding e Genii Capital si è aggiudicato una nuova gara d'asta per 2,05 milioni di euro, presentando un piano industriale che prevedeva 60 ricollocamenti nel 2017 e 360 riassunzioni entro il 2021. Il gruppo non ha però onorato il pagamento dell'asta e il marchio è stato rimesso in vendita dal tribunale. In seguito a una successiva asta, l'azienda è stata aggiudicata, per la cifra di 1,05 milioni in euro, alla società cinese Ideal Team Ventures Limited, che ha sede operativa a Hong Kong e sede legale nelle Isole Vergini britanniche.

### Sviluppi successivi del marchio
I dirigenti della società aggiudicataria non hanno mai formulato un piano industriale, dichiarando che "avevano intenzione di utilizzare il marchio De Tomaso", ricollocando tuttavia i dipendenti e originando sconforto tra gli stessi. Nel 2019, in occasione del 60º anniversario del marchio, è stata annunciata la De Tomaso P72, battezzata con tale nome in riferimento alla De Tomaso P70 e alla tiratura limitata a 72 esemplari.
La dirigenza ha dichiarato che entro l'anno 2024 verranno prodotte e vendute le prime autovetture del modello P72, e che saranno successivamente prodotti pochi esemplari del modello P900, annunciato nel 2022, forniti di motori dell'azienda tedesca Capricorn. Il primo esemplare della P72 è stato effettivamente presentato a fine 2024, con l'inizio della produzione previsto nel corso del 2025.

## Formula 1
La De Tomaso partecipò con una propria scuderia a due stagioni di Formula 1, nel 1961 e nel 1962. Fu inoltre fornitore dei telai per la Scuderia Serenissima nel 1961, per la Scuderia Settecolli dal 1961 al 1963 e per la Frank Williams Racing Cars nel 1970. I risultati però furono assai modesti: il costruttore modenese riuscì a qualificarsi a soli 12 Gran Premi, ma collezionando 10 ritiri e 2 non classificazioni.
In tutto furono prodotte tre vetture De Tomaso: la F1, la 801 e la 505.

### Risultati

#### Come scuderia
| Anno | Vettura | Motore  | Gomme | Piloti     |  |  |  |  |  |  |     |  |  |  |  |  |  |  |  |  |  |  |  |  |  |  |  |  | Punti | Pos. |
| ---- | ------- | ------- | ----- | ---------- |  |  |  |  |  |  | --- |  |  |  |  |  |  |  |  |  |  |  |  |  |  |  |  |  | ----- | ---- |
| 1961 | F1      | Conrero | D     | Bussinello |  |  |  |  |  |  | Rit |  |  |  |  |  |  |  |  |  |  |  |  |  |  |  |  |  | 0     | —    |

| Anno | Vettura | Motore    | Gomme | Piloti   |  |  |  |  |  |  |    |  |  |  |  |  |  |  |  |  |  |  |  |  |  |  |  |  | Punti | Pos. |
| ---- | ------- | --------- | ----- | -------- |  |  |  |  |  |  | -- |  |  |  |  |  |  |  |  |  |  |  |  |  |  |  |  |  | ----- | ---- |
| 1962 | 801     | De Tomaso | D     | Estéfano |  |  |  |  |  |  | NQ |  |  |  |  |  |  |  |  |  |  |  |  |  |  |  |  |  | 0     | —    |